# Ormyrus coccotori
Ormyrus coccotori is een vliesvleugelig insect uit de familie Ormyridae. De wetenschappelijke naam is voor het eerst geldig gepubliceerd in 2004 door Yao & Yang.